# Љубавно писмо (комедија)
Љубавно писмо, једночинка Косте Трифковића. 
Једночинка Љубавно писмо почиње монологом слуге Јована. Време је после ручка. Све је мирно. Господар, госпођа и госпођица спавају. Ускоро ће и Јован заспати у господаревом шлафроку са сновима о министарској пензији. Поред тога што Јован износи (пре него што заспи) занимљива размишљања о људским међуодносима и тезу како су сви у крајњој линији слуге, његов лик је у функцији главног покретача радње и главни узрочник неспоразума. Онако снен, заборавиће Евичино писмо у господаревом шлафроку што ће касније довести до забуне, љубоморних сцена, сумње, плача. Од појаве Евице, радња креће и водвиљски се убрзава. На сцени се брзо смењују ликови. Гледалац најпре сазнаје за тајну Евичину љубав и њено писмо, да би одмах потом био увучен у тајну љубавног писма које Лаза Дражић поверава свом пријатељу Видићу. Речи које изговарају имају доста обрта, комичних алузија, а и понашање и држање самих личности на позорници допуњава комику изговорених фраза. Дијалог је такође динамичан, духовит. Ликови прекидају један другог у говору, допуњавају један другом прекинуте мисли (наравно са комичним ефектима) јер знају унапред шта ће да изговоре.
Дражић: Слушај, докторе, ја бих те нешто молио.
Видић: Прво, да то што ћеш ми рећи не кажем твојој жени.
Држић: А, то се разуме!
Видић: Друго, да то што ћеш ме молити одмах учиним.
Дражић: А то се разуме!
Видић: Треће, да ми у подобном случају на услузи стојиш.
Од тог тренутка писац спретно гради комичне ситуације у које упадају ликови ухваћени у лажи, жене мучене сумњом на брачно неверство, ситуације које настају забуном ликова због љубавних писама и заменом личности – две Евице пишу љубавна писма. На забуни око писама, писац разгранава заплет. Видићево неспретно понашање побуђује сумњу код Марије, а Дражић лицемерно осуђује пријатеља за свој грех. 
Бекрија је! Срам га било! Ја му своје пријатељство отказујем! Могао би ме још покварити!
После неколико комичних пасажа ствар се на кратко разјашњава, а писац гради комику на паралелизму комичних ситуација и комичних фраза – сада Марија теши Софију онако како је Софија њу на почетку забуне – понављају се реплике из претходне сцене, а Марија и Софија мењају улоге унесрећене преварене жене и ладнокрвне пријатељице која је теши.
Софија: ... варалицо, издајицо, неверниче, зликовче! Је л' то за једног ожењеног човека који има тако добру жену? Зар се тако држи заклетва верности коју си ми пред олтаром учинио?!
Марија: Маленкост – лудорија! Ко би се још због тога једио!
Софија: Шта? Зар то није доста да мој муж мене вара и да с другом проводи љубав!
Марија: То је само знак да у његовом срцу има места за две! ... Видиш, Софија, ја бих на твом месту рекла: «Јеси ли чуо, Лазо, остави се ти Евице, доста сам ти и ја на врату.» 
Па је онда нуди кафом и куглофом као што то Софија чињаше. 
На том месту у комедији не долази до коначног расплета већ писац разгранава заплет, уплићући Дражића у нове лажи и уносећи епизоде с Евицом и Миланом. Пошто је писмо потписано са Евица, Дражић у шкрипцу изјављује да је то писмо нашао у стану Видића и да је то писмо Евице, Видићеве сестре. Његова агонија се продужава када на сцену ступа и сама Евица, верујући да ће се сада коначно открити његова превара. У последњој појави, на сцени су сва лица и долази до коначног расплета. Појављују се Милан и Јован који признаје да је изгубио писмо које му је дала Евица и да је спавао у фотељи у шлафроку. Долази до коначног расплета - Видић проналази и друго писмо али супруге су излечене од љубоморе, а Милан и Евица ће се узети јер то мора бити при крају сваке шаљиве игре! – иронизира писац.